# Nati nel 650
| Questa pagina contiene informazioni ricavate automaticamente dalle voci biografiche con l'ausilio del template Bio e di un bot. L'aggiornamento è periodico e automatico e ricostruisce completamente la pagina. Se manca una persona in questa lista, sei pregato di non aggiungerla, ma accertati piuttosto che la sua voce biografica contenga il template Bio e che i dati anagrafici siano correttamente compilati. Se il template Bio manca, inseriscilo tu stesso o, in alternativa, metti l'avviso {{tmp\|Bio}} che ne segnala la mancanza. Se i dati riportati sono sbagliati, correggi direttamente la voce biografica; le modifiche saranno visibili in questa lista entro pochi giorni. Per chiarimenti vedi il progetto biografie. La lista contiene solo le 7 persone che sono citate nell'enciclopedia e per le quali è stato implementato correttamente il template Bio. Pagina aggiornata al 13 gen 2025. |

- Anastasia, imperatrice bizantina († 711)
- Farailde di Gand, nobile belga († 740)
- Papa Giovanni VII, papa, vescovo e cardinale italiano († 707)
- Lucerio di Moriana, abate franco († 740)
- Papa Sergio I, papa, cardinale e vescovo italiano († 701)
- Papa Sisinnio, papa, vescovo e cardinale siriaco († 708)
- Werburga, badessa e santa anglosassone († 699)